# Instituto Português do Oriente
O Instituto Português do Oriente (em chinês:  東方葡萄牙學會; IPOR), é uma entidade pública empresarial portuguesa que visa promover a língua portuguesa e a cultura lusófona no continente asiático. A sua atual diretora é Patrícia Cristina Nheu Quaresma Ribeiro, que exerce o cargo desde 2023, embora tenha iniciado funções no Instituto desde 2005.  O IPOR foi fundado em Macau a 19 de setembro de 1989 pela Fundação Oriente e pelo Instituto Camões.

## História
Desde o início da década de 1980, o governo de Macau começou a implementar políticas para promover a língua portuguesa e a cultura lusófona na Ásia, com a ideia de criar um instituto cultural em Macau e em 1982 foi criado o Instituto Cultural de Macau.
Quando o primeiro-ministro da República Popular da China, Zhao Ziyang e o primeiro-ministro de Portugal, Aníbal Cavaco Silva, assinaram a Declaração Conjunta do Governo da República Portuguesa e do Governo da República Popular da China sobre a Questão de Macau em Pequim no ano de 1987, vários departamentos administrativos, especialmente os órgãos municipais, reajustaram as divisões de trabalho e as atividades culturais lusófonas foram estabelecidas na Fundação Oriente. O governo de Macau começou por estudar a reestruturação do Instituto Cultural de Macau, e em 1989 a Fundação Oriente fundou o Instituto Português do Oriente, junto ao Instituto Camões para promover a língua portuguesa e a cultura lusófona e fortalecer o intercâmbio cultural e as relações entre Portugal e as instituições regionais da China. A Livraria Portuguesa, criada a 10 de junho de 1985 pelo Instituto Cultural, é gerida pelo Instituto Português do Oriente desde 1990.
Em 1993, o governo de Macau, o Ministério dos Negócios Estrangeiros de Portugal e o Instituto Camões prestaram apoio à criação dos centros culturais portugueses nas cidades de Pequim, Seul, Tóquio, Banguecoque e Nova Deli.
Nos primeiros anos, os principais acionistas do Instituto Português do Oriente eram o governo de Macau, a Fundação Oriente e o Instituto de Cultura e Língua Portuguesa (ICALP; designado atualmente por Instituto Camões), com um capital social total de três milhões de patacas. Em 1999, 29% do capital social detido pelo governo de Macau foi transferido para o Instituto Camões e a sede jurídica do Instituto Português do Oriente foi mudada de Macau para a Casa da Lusofonia em Lisboa, Portugal. Em 2009, a sede do IPOR foi mudada novamente de Lisboa para Macau. Além da Fundação Oriente e do Instituto Camões, as empresas que tinham participação no Instituto Português do Oriente eram o Banco Comercial de Macau, Banco Espírito Santo do Oriente, Banco Nacional Ultramarino, CESL Ásia: Investimentos e Serviços, Eletricidade de Portugal, Hovione: Sociedade Química, Investimentos e Participações Empresariais (IPE) e a Portugal Telecom. Em 2004, a Sociedade de Turismo e Diversões de Macau juntou-se às empresas acionistas. Atualmente, o IPOR é patrocinado pelas seguintes empresas: Fundação Oriente, Instituto Camões, Banco Nacional Ultramarino, CESL Ásia, Energias de Portugal, Hovione e a Sociedade de Turismo e Diversões de Macau. Em 2013 o governo de Macau premiou o Instituto Português do Oriente com a Medalha de Mérito Cultural.
A antiga sede do instituto situava-se na Avenida do Conselheiro Ferreira de Almeida, em Macau e atualmente está situada na Rua de Pedro Nolasco da Silva, junto ao edifício do Consulado-Geral de Portugal em Macau.

## Investimentos em Macau
O Instituto Português do Oriente contribui "para o intercâmbio e a cooperação entre Portugal e a Região Administrativa Especial de Macau (R.A.E.M.), valorizando a difusão da Língua e Cultura Portuguesas como instrumento privilegiado de promoção das relações culturais, económicas e de cooperação empresarial". Na especificidade da sua intervenção, o IPOR investe, de modo mais lato, no mercado lusófono de Macau. O instituto também cooperou com a Direção dos Serviços de Administração e Função Pública (SAFP), o Instituto de Formação Turística e a Biblioteca Central de Macau.